# Kwas fenylopirogronowy
Kwas fenylopirogronowy (fenyloketon) – organiczny związek chemiczny z grupy α-ketokwasów karboksylowych, fenylowa pochodna kwasu pirogronowego. Jest metabolitem fenyloalaniny i występuje w podwyższonym stężeniu u chorych na fenyloketonurię.
Można go otrzymać z chlorku benzylu, tlenku węgla i wody w reakcji katalizowanej oktakarbonylkiem dikobaltu (Co2(CO)8) wobec wodorotlenku wapnia: